# Spark (U-Boot)
HMS Spark (Kennung: P236) war ein U-Boot der britischen Royal Navy im Zweiten Weltkrieg.

## Geschichte
Die Spark (engl.: Funke) war ein Boot des dritten Bauloses der erfolgreichen S-Klasse. Dieses Baulos wird auch als Seraph-Klasse bezeichnet. Sie wurde am 10. Oktober 1942 bei Scotts Shipbuilding and Engineering Company im westschottischen Greenock aufgelegt, lief am 28. Dezember 1943 vom Stapel und wurde von der Royal Navy am 28. April 1944 in Dienst gestellt.
Die Navy setzte die Spark auf dem asiatischen Kriegsschauplatz ein. Sie erreichte unter dem Kommando von Lt. D. G. Kent am 21. Oktober 1944 Trincomalee auf Ceylon.
Im November 1944 wurden vor den Mergui-Inseln (Birma) zwei japanische Segelschiffe mit dem Deckgeschütz versenkt. Am 1. Februar 1945 beschoss die Spark in der westlichen Javasee einen japanischen Leichter und das ihn transportierende Küstenmotorschiff mit Bordartillerie. Außerdem wurde ein Schlepper angegriffen. Die drei Fahrzeuge wurden vernichtet. Am selben Tag wurde vor Panjang ein weiteres Küstenmotorschiff angegriffen. Am 8. Februar griff ein japanisches Geleitschiff die Spark mit 16 Wasserbomben an. Das U-Boot entkam unbeschädigt.
Am 29. und am 31. März 1945 versenkte die Spark in der Floressee jeweils ein Küstenmotorschiff.
Das Boot kehrte im Oktober 1945 nach Großbritannien zurück, wurde am 29. Oktober 1949 zur Verschrottung verkauft und dann in Faslane-on-Clyde abgewrackt.